# Cepora kotakii
Cepora kotakii is een vlindersoort uit de familie van de Pieridae (witjes), onderfamilie Pierinae.
Cepora kotakii werd in 1989 beschreven door Hanafusa.